# (1693) Hertzsprung
(1693) Hertzsprung – planetoida z pasa głównego asteroid okrążająca Słońce w ciągu 4 lat i 252 dni w średniej odległości 2,8 au. Została odkryta 5 maja 1935 roku w Leiden Station w Johannesburgu przez Hendrika van Genta. Nazwa planetoidy pochodzi od Ejnara Hertzsprunga (1873–1967), duńskiego astronoma, dyrektora Sterrewacht Leiden w latach 1934–1945. Przed nadaniem nazwy planetoida nosiła oznaczenie tymczasowe (1693) 1935 LA.